# 約瑟夫·阿爾弗雷德·米舍勒
約瑟夫·阿爾弗雷德·米舍勒（法語：Joseph Alfred Micheler；1861年9月23日—1931年3月17日），是一位法國陸軍將領，在第一次世界大戰中期西線戰場擔任要職，曾率軍參與索姆河戰役。